# 日産バージョン・アップサウンド
日産バージョン・アップサウンドは、かつて西日本放送で放送されていたラジオ番組。

## 備考
- オープニングテーマ曲は世界の恋人。
- 後番組のふれあいマップ わいわいStationと勇気が出るラジオ ワイド!まっぴるマンと情報てんこもりラジオでDONでも日産提供の音楽コーナーを放送していたが2007年10月にスポンサーを降板した。

| 西日本放送 月曜～金曜15:00～15:45              | 西日本放送 月曜～金曜15:00～15:45 | 西日本放送 月曜～金曜15:00～15:45               |
| 前番組                                         | 番組名                            | 次番組                                          |
| ---------------------------------------------- | --------------------------------- | ----------------------------------------------- |
| ふれあいスタジオ The Mandegun （13:00～15:50） | 日産バージョン・アップサウンド    | ふれあいマップ わいわいStation （13:00～17:00） |